# Sectores de producción
Son las distintas regiones o divisiones de la actividad económica, atendiendo al tipo de proceso que se desarrolla. Se distinguen tres grandes sectores tradicionales denominados primario, secundario y terciario y dos sectores adicionales denominados cuaternario y quinario.

## Sector primario
El sector primario está conformado por las actividades económicas relacionadas con la transformación de los recursos naturales en productos primarios no elaborados. Las principales actividades del sector primario son la agricultura, la minería, la ganadería, la pesca, entre otros. Son productos no procesados.

## Sector secundario
También conocido como el sector industrial. 
El sector secundario reúne la actividad artesanal e industrial, mediante las cuales los bienes provenientes del sector primario son transformados en nuevos productos  por ejemplo la industria, construcción, textilería, etc.

## Sector terciario
Se denomina sector de servicios. Agrupando al comercio, el transporte y los servicios como educación, salud y turismo. Este sector no produce bienes tangibles que se puedan tocar o percibir de manera precisa, sino que realiza actividades que permiten que los bienes lleguen a los consumidores a qué satisfacen las necesidades.

## Sector cuaternario o de información
El sector cuaternario es un sector de reciente concepción que complementa a los tres sectores tradicionales, con actividades relacionadas con el valor intangible de la información, abarcando la gestión y la distribución de la misma. Dentro de este sector se engloban actividades especializadas de investigación, desarrollo, innovación e información. Este nuevo enfoque surge del concepto de sociedad de la información o sociedad del conocimiento, cuyos antecedentes se remontan al concepto de sociedad postindustrial, acuñado por Daniel Bell.

## Sector quinario
Algunos expertos ya hablan de un quinto sector, relativo a los servicios relacionados con la cultura, la educación, el arte y el entretenimiento. Sin embargo, las actividades incluidas en este sector varían de unos autores a otros, incluyendo en ocasiones actividades relacionadas con la sanidad. 
- Datos: Q16629636